# Manfred König (Grafiker)
Manfred König (* 28. November 1934 in Chemnitz; † 1. April 1994 ebenda) war ein deutscher Werbegrafiker.

## Leben
Manfred König absolvierte von 1949 an eine Lehre als Gebrauchswerber und war anschließend als solcher bis 1960 tätig. Ab dem Jahr 1960 bis 1963 studierte er an der Fachschule für Werbung und Gestaltung in Berlin-Schöneweide. Danach arbeitete er als freischaffender Gebrauchsgrafiker und Mitglied der DEWAG Karl-Marx-Stadt. König war Mitglied im Verband Bildender Künstler der DDR. Unter anderem entwarf er auch Postwertzeichen.

## Werke
- 1976 Plakat Bergbaumuseum. Berlin, Deutsches Historisches Museum, Plakate, Inventar-Nr. P 90/5784, PLI09939 in Zusammenarbeit mit Berthold Lindner
- 1976 Postwertzeichen IX. Parteitag der SED
- 1978 Postwertzeichen Zusammendruck 25 Jahre Kampfgruppen der Arbeiterklasse in Zusammenarbeit mit Robert Diedrichs
- 1981 Signet für das VE Kombinat Haus- und Küchengeräte Schwarzenberg
- 1982/1983 Visuelle Kommunikation der Rudolf-Harlaß-Gießerei Karl-Marx-Stadt
- 1983 Gestaltung der Karl-Marx-Gedenkstätte in Karl-Marx-Stadt

## Ehrungen
- 1984 Verdienstmedaille der DDR
- 1985 Kunstpreis des FDGB im Kollektiv

## Ausstellungen
- 1977, 1982 und 1987 Kunstausstellung der DDR
- 1974, 1979 und 1985 Bezirkskunstausstellung Karl-Marx-Stadt, ebenda
- 1976 Jugend und Jugendobjekte, Karl-Marx-Stadt
- 1985 Marke & Zeichen, Berlin